# Nadežna Dmitrievna Chvoščinskaja - Zajončkovskaja
Nadežna Dmitrievna Chvoščinskaja - Zajončkovskaja, nota anche con lo pseudonimo di V. Krestovskij (in russo Надежда Дмитриевна Хвощинская Зайончковская?); Rjazan', 1825 – San Pietroburgo, 1889), è stata una scrittrice russa.

## Biografia
Chvoščinskaja - Zajončkovskaja si affacciò alla produzione letteraria per la prima volta nel 1847, approfondendo nei suoi racconti le caratteristiche della provincia della sua infanzia. Abbandonò i luoghi natali dopo il matrimonio con un giovane medico, per trasferirsi a San Pietroburgo.
La prematura morte del marito la portò ad intensificare l'attività letteraria, che continuò fino agli ultimi giorni di vita.
Con le sue opere ottenne buoni riconoscimenti ed apprezzamenti nell'ambito del gruppo di scrittori russi che, nella seconda metà del XIX secolo, descrissero le condizioni degli 'umiliati e offesi', lottando contro l'ipocrisia sociale da un punto di vista liberaleggiante.
Nei suoi scritti descrisse quarant'anni di vita sociale russa, dei quali evidenziò la stagnazione dell'epoca precedente all'emancipazione dei servi della gleba, i primi sintomi di risveglio, le nubi che nuovamente si addensavano, inghiottendo le speranze, e infine i raggi di sole che qua e là le squarciarono.
I suoi racconti, sia quelli lunghi sia quelli brevi, si caratterizzarono per un'esposizione semplice, che rese popolari le sue opere, di cui la critica rilevò una certa tendenza moraleggiante: tra i suoi lavori si ricordano, tra gli altri, La prima battaglia (Pervaja borb'a, 1869); L'orsa maggiore (Bol'šaja medvedica, 1871); Album - gruppi e ritratti (Al'bom-gruppy i portreti, 1877).

## Opere
- La prima battaglia (Pervaja borb'a, 1869);
- L'orsa maggiore (Bol'šaja medvedica, 1871);
- Album - gruppi e ritratti (Al'bom-gruppy i portreti, 1877).